# Norbert Hermanns

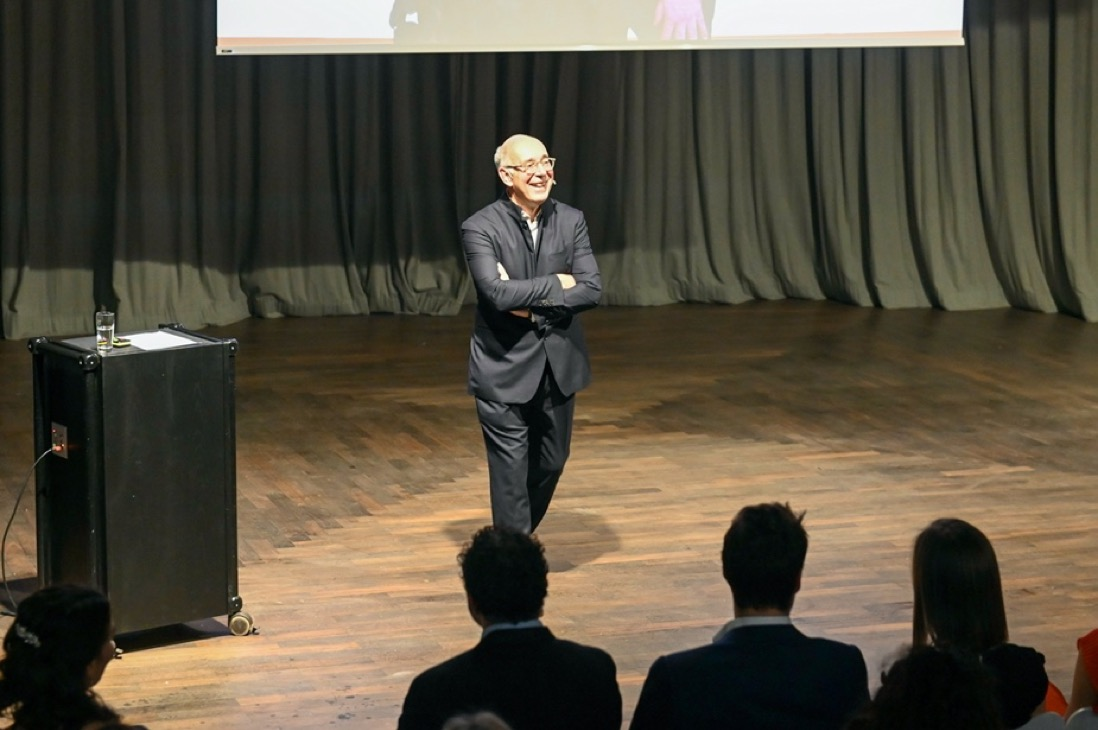
Norbert Hermanns im Rahmen der Feier anlässlich seines 60. Geburtstages, 2019

Norbert Hermanns (* 19. Dezember 1959 in Aachen) ist ein deutscher Unternehmer in der Immobilienwirtschaft.

## Leben
Hermanns wurde als ältester Sohn des Speditionsunternehmers Heinz Hermanns und seiner Frau Marianne geboren und wuchs in Aachen auf. Er besuchte das Einhard-Gymnasium und interessierte sich während seiner Schulzeit besonders für Literatur und Philosophie. Nach seinem Abitur studierte Hermanns von 1979 bis 1985 Wirtschaftswissenschaften an der RWTH Aachen. 
Zur Finanzierung seines Studiums gründete Hermanns 1979 gemeinsam mit einem Schulfreund ein Unternehmen zur Organisation von Marktveranstaltungen. Zwei Jahre nach der Gründung betrieben die beiden über 300 Märkte pro Jahr in Deutschland. 1985 trennten sich die Wege der beiden Unternehmer. Von 1986 bis 2019 betrieb Hermanns das Unternehmen unter dem Namen „MELAN macht Märkte“ und verkaufte es anschließend an den langjährigen Geschäftsführer Volker Weitz und seinen Geschäftspartner Tom Virt.

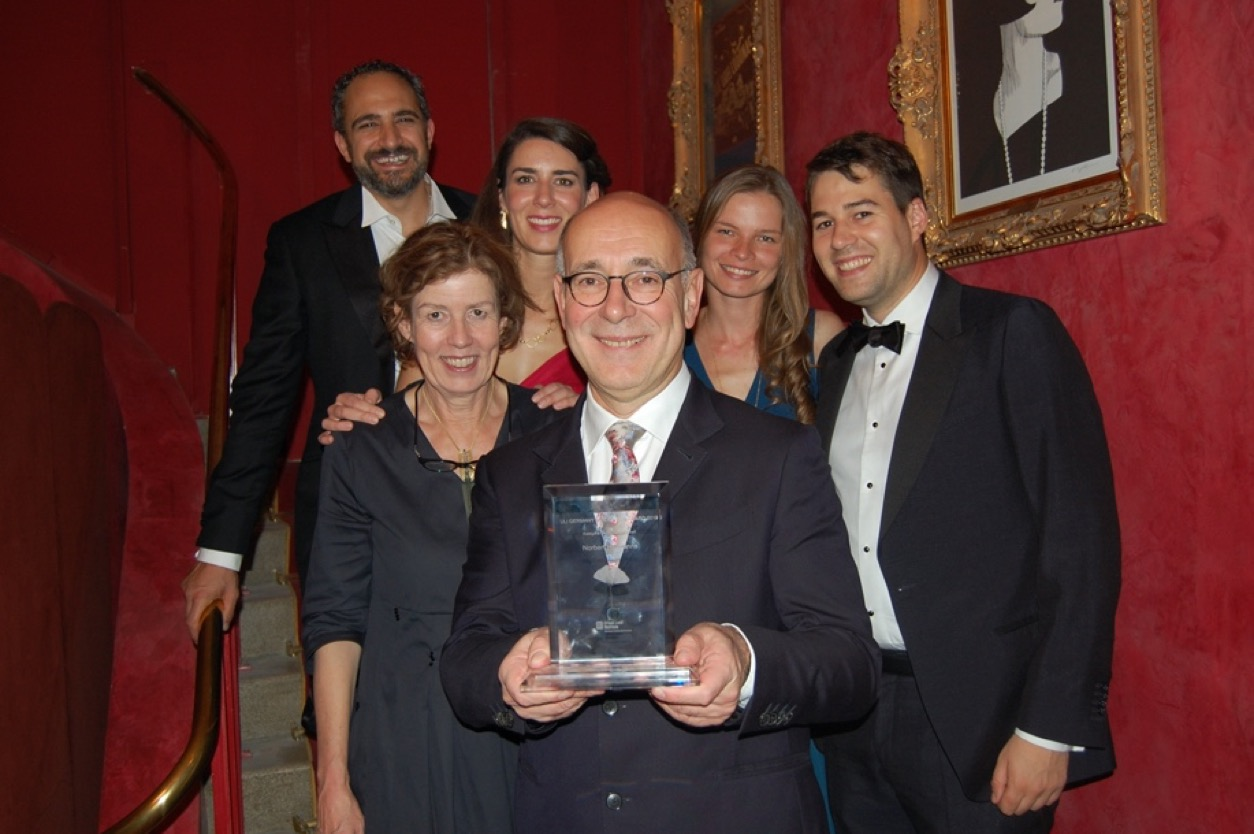
Norbert Hermanns (vorne) präsentiert seinen ULI Leadership Award, 2019

Seit 1983 baute Hermanns parallel dazu ein zweites Geschäftsfeld auf und gründete verschiedene regionale Messen, darunter die „Aachener Computertage“ und die „Aachener Baumesse“. Die „Regio-Messe“ startete er 1986, ein Jahr später wurde aus ihr die jährlich stattfindende internationale „EUREGIO Wirtschaftsschau“. Nach über 30 Jahren verkaufte Hermanns diese Veranstaltung 2017 an das Medienhaus Aachen, um sich fortan auf das Immobiliengeschäft zu konzentrieren.
Im Jahr 2006 gründete Hermanns die Landmarken AG als professionelle Projektentwickler-Gesellschaft, deren Hauptaktionär und Vorstandsvorsitzender er war, bis er im Dezember 2021 in den Aufsichtsrat des Unternehmens wechselte. 
Seit 1984 ist Hermanns mit Ruth Kirschner-Hermanns verheiratet, spätere Professorin am Universitätsklinikum Bonn. Das Paar hat vier erwachsene Kinder. Von 1995 bis 1997 lebte die Familie Hermanns in den USA. Norbert Hermanns Tochter Anke Tsitouras folgte ihrem Vater in den Vorstand der Landmarken AG, wurde zudem Geschäftsführerin der Stadtmarken GmbH und gründete 2019 das StartUp „POHA House“, beides Schwesterunternehmen der Landmarken-Gesellschaft.

## Auszeichnungen
- 2019: ULI Leadership Award für die DACH-Region[6]

## Mitgliedschaften / Ehrenamtliche Tätigkeiten
- Seit den 1980er Jahren bis 2019: 2. Vorsitzender des „Verbandes Deutscher Marktgestalter VDM in Nordrhein-Westfalen e. V.“
- Von 2000 bis 2004: Präsident des „Marketing-Clubs Aachen“[7]
- Von 2002 bis 2007 war Hermanns Vorstand der Stiftung „Ein Haus für Musik in Aachen“[8]
- In den Jahren 2014/2015: Präsident des Rotary Club Aachen
- Seit 2022: Mitglied des Stiftungsrates der Bundesstiftung Baukultur
- Mitglied der Initiative Aachen e.V.[9]
- Mitglied des ULI Advisory Board[10]
- Mitglied der Bundesstiftung Baukultur, Potsdam[11]